# Beker van Zambia
De Beker van Zambia (Mosi Cup) is het nationale voetbalbekertoernooi van Zambia dat wordt georganiseerd door de Football Association of Zambia (FAZ). Het bekertoernooi werd opgericht in 1961 en wordt zoals de meeste bekercompetities volgens het knock-outsysteem gespeeld.
Tussen 1962 en 1965 speelde de bekerwinnaar tegen de bekerwinnaar van Zuid-Rhodesië (nu Zimbabwe om de Super Castle Cup (ook Inter-Rhodesië Castle Cup genoemd).
De winnaar van deze beker plaatste zich niet altijd voor de CAF Beker der Bekerwinnaars; de plaats hiervoor werd meestal gereserveerd voor de winnaar van de Champion of Champions Cup die tussen vier clubs gespeeld werd.

## Finales
| Jaar                        | Winnaar                     | Uitslag                     | Finalist                    |
| Castle Cup (Noord-Rhodesië) | Castle Cup (Noord-Rhodesië) | Castle Cup (Noord-Rhodesië) | Castle Cup (Noord-Rhodesië) |
| --------------------------- | --------------------------- | --------------------------- | --------------------------- |
| 1961                        | City of Lusaka              |                             |                             |
| 1962                        | Roan United                 | 4-3                         | Nchanga Sports              |
| 1963                        | Mufulira Blackpool          |                             |                             |
| 1964                        | City of Lusaka              | 2-1                         | Mufulira Blackpool          |
| 1965                        | Mufulira Wanderers FC       | 5-2 nv                      | City of Lusaka              |
| 1966                        | Mufulira Wanderers FC       | 4-2                         | Broken Hill Wanderers       |
| 1967                        | Kabwe Warriors FC           |                             |                             |
| 1968                        | Mufulira Wanderers FC       |                             |                             |
| 1969                        | Kabwe Warriors FC           |                             |                             |
| 1970                        | Ndola United                | 2-1                         | Kabwe Warriors FC           |
| 1971                        | Mufulira Wanderers FC       | 6-1                         | Kitwe United                |
| 1972                        | Kabwe Warriors FC           |                             |                             |
| 1973                        | Mufulira Wanderers FC       | 3-1                         | Butondo Western Tigers      |
| 1974                        | Mufulira Wanderers FC       | 2-1                         | Rhokana United              |
| Onafhankelijkheids beker    |                             |                             |                             |
| 1975                        | Mufulira Wanderers FC       | 2-1                         | Green Buffaloes             |
| 1976                        | Mufulira Blackpool          | 4-3                         | Butondo Western Tigers      |
| 1977                        | Roan United                 | 4-3                         | Mufulira Wanderers FC       |
| 1978                        | Nchanga Rangers             | 2-1                         | Mufulira Wanderers FC       |
| 1979                        | Power Dynamos FC            | 0-0 (7-6)                   | Ndola United                |
| 1980                        | Power Dynamos FC            | 2-0                         | Green Buffaloes             |
| 1981                        | Vitafoam United             | 2-1                         | Strike Rovers               |
| 1982                        | Power Dynamos FC            | 5-0                         | Konkola Blades              |
| 1983                        | Konkola Blades              |                             |                             |
| 1984                        | Kabwe Warriors FC           |                             |                             |

| Jaar                    | Winnaar               | Uitslag      | Finalist          |
| ----------------------- | --------------------- | ------------ | ----------------- |
| 1985                    | Strike Rovers         |              |                   |
| 1986                    | Red Devils            |              |                   |
| 1987                    | Kabwe Warriors FC     |              |                   |
| 1988                    | Mufulira Wanderers FC |              |                   |
| 1989                    | Red Devils            |              |                   |
| 1990                    | Power Dynamos FC      |              |                   |
| 1991                    | Red Devils            |              |                   |
| 1992                    | Nkana FC              |              |                   |
| Mosi Cup                |                       |              |                   |
| 1993                    | Nkana FC              |              |                   |
| 1994                    | Roan United           |              |                   |
| 1995                    | Mufulira Wanderers FC | 1-0          | Rumlex FC         |
| 1996                    | Roan United           | 1-0          | Nchanga Rovers    |
| 1997                    | Power Dynamos FC      | 1-0          | City of Lusaka    |
| 1998                    | Konkola Blades        | 2-1          | Zanaco FC         |
| 1999                    | Zamsure               |              | Power Dynamos FC  |
| 2000                    | Nkana FC              | 0-0 ns (7-6) | Green Buffaloes   |
| 2001                    | Power Dynamos FC      | 1-0          | Kabwe Warriors FC |
| 2002                    | Zanaco FC             | 2-2 ns (3-2) | Power Dynamos FC  |
| 2003                    | Power Dynamos FC      | 1-0          | Kabwe Warriors FC |
| 2004                    | Lusaka Celtic FC      | 2-1          | Kabwe Warriors FC |
| 2005                    | Green Buffaloes       | 2-1          | Red Arrows        |
| 2006                    | ZESCO United          | 2-0          | Red Arrows        |
| 2007                    | Red Arrows            | 2-2 ns (3-2) | ZESCO United      |
| 2008-2009 niet gespeeld |                       |              |                   |
| 2010-2013 onbekend      |                       |              |                   |

### Prestaties per club
| Aantal | Club                          | Plaats      |   | Aantal           | Club     | Plaats |
| ------ | ----------------------------- | ----------- | - | ---------------- | -------- | ------ |
| 09     | Mufulira Wanderers FC         | Mufulira    | 1 | Ndola United     | Ndola    |        |
| 07     | Power Dynamos FC              | Kitwe       | 1 | Nchanga Rangers  | Chingola |        |
| 06     | Nkana FC inclusief Red Devils | Kitwe       | 1 | Vitafoam United  | Ndola    |        |
| 05     | Kabwe Warriors FC             | Kabwe       | 1 | Strike Rovers    | Ndola    |        |
| 04     | Roan United                   | Luanshya    | 1 | Zamsure          | Lusaka   |        |
| 02     | City of Lusaka                | Lusaka      | 1 | Zanaco FC        | Lusaka   |        |
| 02     | Mufulira Blackpool            | Mufulira    | 1 | Lusaka Celtic FC | Lusaka   |        |
| 02     | Konkola Blades                | Chilabombwe | 1 | Green Buffaloes  | Lusaka   |        |
|        |                               |             | 1 | ZESCO United     | Ndola    |        |
|        |                               |             | 1 | Red Arrows       | Lusaka   |        |

## Inter-Rhodesië Castle Cup
| Jaar | Noord-Rhodesië        | Uitslag       | Rhodesië                 |
| ---- | --------------------- | ------------- | ------------------------ |
| 1962 | Roan United           | 0-1           | Bulawayo Rovers          |
| 1963 | Mufulira Blackpool    | 0-2           | Salisbury Callies        |
| 1964 | niet gespeeld         | niet gespeeld | niet gespeeld            |
| 1965 | Mufulira Wanderers FC | 4-3           | Salisbury City Wanderers |

Algerije ·
Angola ·
Benin ·
Botswana ·
Burkina Faso ·
Burundi ·
Centraal-Afrikaanse Republiek ·
Comoren ·
Congo-Brazzaville ·
Congo-Kinshasa ·
Djibouti ·
Egypte ·
Equatoriaal-Guinea ·
Ethiopië ·
Gabon ·
Gambia ·
Ghana ·
Guinee ·
Guinee-Bissau ·
Ivoorkust ·
Kameroen ·
Kenia ·
Lesotho ·
Liberia ·
Libië ·
Madagaskar ·
Mali ·
Marokko ·
Mauritanië ·
Mauritius ·
Mozambique ·
Namibië ·
Niger ·
Nigeria ·
Oeganda ·
Réunion ·
Rwanda ·
Sao Tomé en Principe ·
Senegal ·
Seychellen ·
Sierra Leone ·
Soedan ·
Somalië ·
Swaziland ·
Tanzania ·
Togo ·
Tsjaad ·
Tunesië ·
Zambia ·
Zimbabwe ·
Zuid-Afrika